# داي ساتو
داي ساتو (باليابانية: 佐藤大؛ بالكانا: さとう だい) هو كاتب سيناريو وموسيقي ياباني، ولد في 1969.

## وصلات خارجية
- داي ساتو على موقع IMDb (الإنجليزية)
- داي ساتو على موقع ألو سيني (الفرنسية)
- داي ساتو على موقع ميوزك برينز (الإنجليزية)
- داي ساتو على موقع أول موفي (الإنجليزية)
- داي ساتو على موقع ديسكوغز (الإنجليزية)
- داي ساتو على موقع قاعدة بيانات الفيلم (الإنجليزية)
- داي ساتو على موقع كينوبويسك (الروسية)
- داي ساتو على موقع ANN person (الإنجليزية)